# Макололо
Маколо́ло (коло́ло) — народ и государство на юге Африки в XIX веке со столицей в г. Линьянти. Описаны шотландским путешественником Давидом Ливингстоном в книгах «Путешествия и исследования в Южной Африке», «Путешествие по Замбези» и других работах.
Макололо были одним из кланов народа басуто. В 1830-е годы они во главе с вождём Себитуане подчинили своей власти ряд бантуязычных народов на территории современных Ботсваны, Намибии, Замбии и Зимбабве, создав феодальное государство, в котором составили сословие военной аристократии. Объединённые ими народы также какое-то время именовались «макололо», пока государство не распалось от внутренних смут.

## История
В начале 19 века макололо проживали на территории Южной Африки, в районе Драконовых гор у истоков реки Вааль, где занимались преимущественно скотоводством. Однако вызванное зулусскими войнами переселение народов вынудило их около 1824 года покинуть свои места обитания под давлением более сильных племён. Под руководством своего вождя Себитуане макололо переселились сначала в верховья реки Замбези, откуда были изгнаны воинственным племенем матабеле во главе с вождём Моселекатсе. 

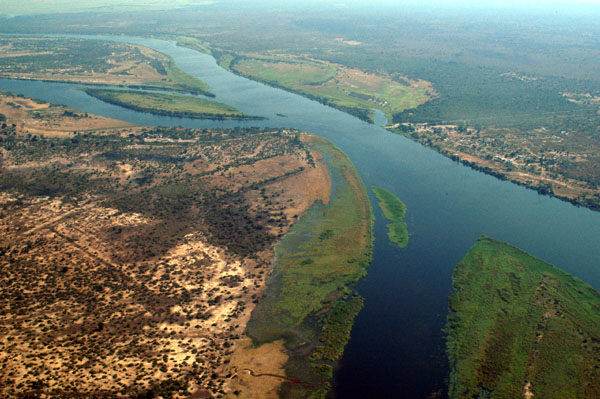
Слияние рек Чобе и Замбези, между которыми проживали макололо

После долгих скитаний макололо осели в долине Баротсе на берегах реки Чобе (Линьянти), где подчинили своей власти местное племя баротсе. По рассказу Себитуане, записанному Ливингстоном, у макололо просто не оставалось другого выхода, так как богатые пастбища, которые могли прокормить их стада, были захвачены матабеле. Подчинив баротсе и другие земледельческие племена, макололо стали собирать с них дань, превратившись в правящее сословие. Таким путём возникло государство макололо, первым правителем которого стал Себитуане.

## Этническая принадлежность
Относительно этнической принадлежности макололо сообщения источников расходятся. По одной версии, они были одним из бечуанских племён, по другим — одним из кланов народа суто, причём обе версии встречаются в одних и тех же источниках. Однако и в том и в другом случае они принадлежат к семье бантуязычных народов, как и большинство племён юга Африки. От банту, населяющих Центральную Африку, эти племена отличаются более светлым цветом кожи и обилием щёлкающих звуков в языке, что объясняется их смешением с народами койсанской группы.
По свидетельству Д. Ливингстона, женщины макололо отличались от женщин соседних племён красотой и аристократизмом. Они имели более светлый цвет кожи и более тонкие черты лица и отличались быстрой сообразительностью. «У женщин племени макололо маленькие, мягкие, нежные руки и ноги; лбы красивой формы и достаточного размера, нос не слишком плоский, хотя крылья его довольно толстые; рот, подбородок, зубы, глаза и фигуры красивы. Если сравнить их с негритянками западного побережья, то они выглядят настоящими дамами».

## Хозяйство
Население государства состояло из самих макололо и подвластных им племён. Основным занятием макололо было скотоводство. Воины-макололо питались преимущественно мясом и молоком, что придавало им силу и выносливость. Знатные макололо владели богатыми стадами скота, разбросанными по отдельным пастбищам. Бедные члены племени вынуждены были заниматься земледелием и собственноручно возделывать огороды.
Народы, подвластные макололо, назывались общим именем «макалака». Большинство из них занимались мотыжным земледелием, охотой, рыболовством и лесными промыслами. Земледельцы выращивали просо, сорго, кукурузу, бобы, земляные орехи, огурцы, дыни, тыквы, арбузы, земляные груши и сахарный тростник. В долине Баротсе росли также бананы, сладкий картофель и маниок. Туземцы повышали урожайность своих культур примитивными методами искусственного орошения. 
Племена, жившие в лесу, занимались также бортничеством, прибрежные — изготовлением лодок и вёсел. Всё это поступало в качестве дани вождю макололо и делилось им между своими приближёнными. Одним из источников доходов правящего класса была также торговля слоновой костью. Вождь обладал монополией на эту торговлю и делился доходами от неё только со знатью. Подданные, участвовавшие в охоте на слонов, получали только мясо.

## Социально-политическое устройство

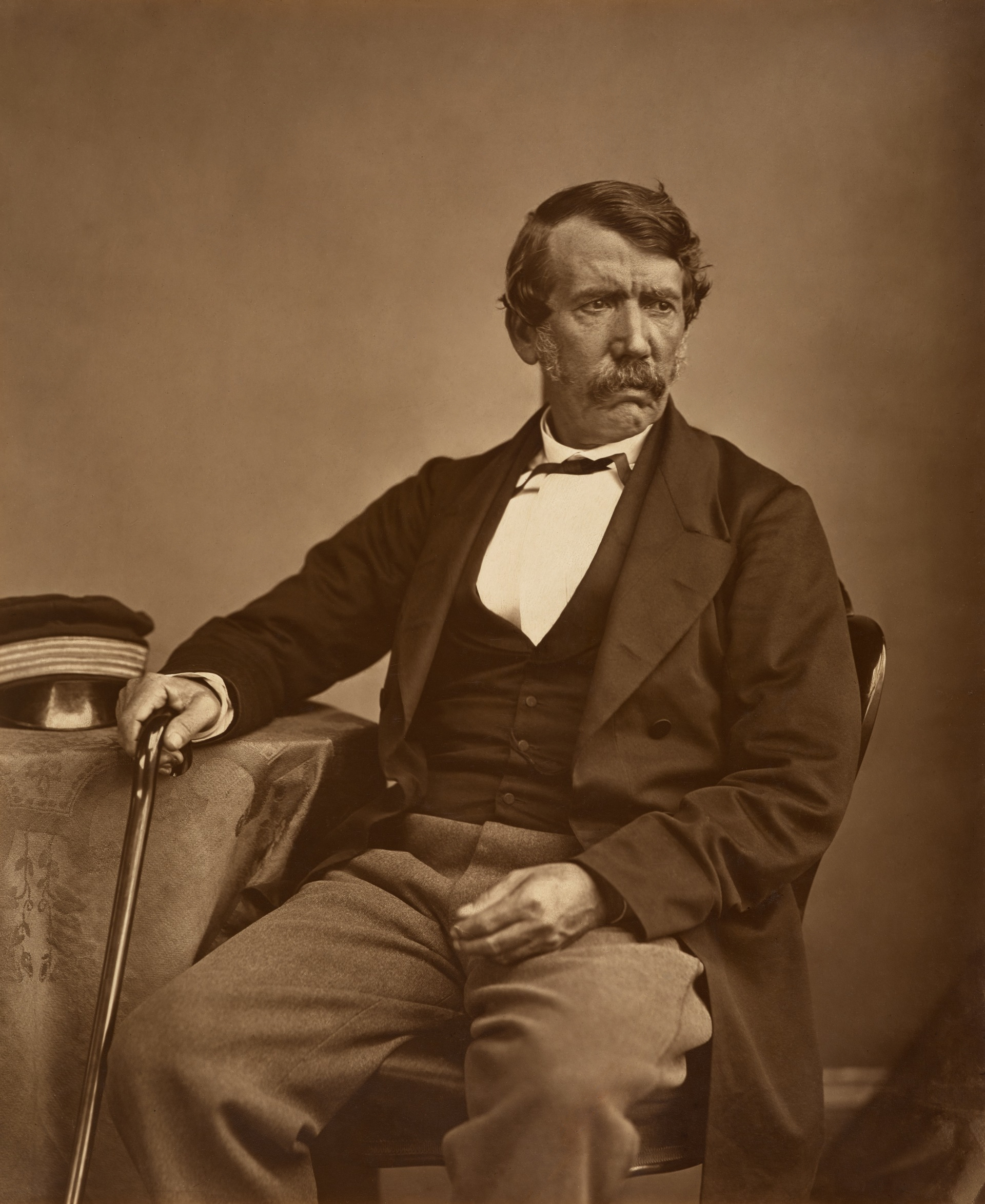
Давид Ливингстон

Население государства делилось на два класса: знать и простолюдинов, макололо и макалака. Первые были потомками завоевателей, вторые — потомками завоёванных. Слово «макалака» было презрительной кличкой, которая не употреблялась самими подданными. 
Макололо эксплуатировали их двумя способами: посредством сбора дани и посредством принуждения к труду. Семейства макололо были разбросаны по всей стране, по одному-два в каждой деревне. Жители деревень считались их подчинёнными и были обязаны возделывать поля макололо. Ливингстон сравнивает их положение с положением крепостных, с той оговоркой, что они не были прикреплены к земле и могли уйти от своих хозяев. Нередко целые деревни покидали свои дома из-за дурного обращения со стороны аристократов. Из-за этой свободы эксплуатация подданных макололо носила сравнительно мягкий характер, а их отношения напоминали патриархальные.
Макололо были военной аристократией и составляли костяк армии государства. Они предпочитали не заниматься трудом и свободное от военных походов время проводили в праздности. В мирное время они предавались охоте либо совершали грабительские набеги на соседние племена, уводя у них скот. Во время войны все подвластные макололо племена должны были участвовать в боевых действиях.
Во главе государства стоял вождь, который считался абсолютным монархом. Его власть была наследственной. Он обладал правом жизни и смерти над всеми подданными, а неисполнение его приказов каралось смертью. У вождя было несколько резиденций («ко́тла») в разных частях страны, куда свозилась дань с подвластных племён. Он регулярно объезжал страну с целью сбора дани. Вождь получал дань просом, земляными орехами, мотыгами, копьями, мёдом, лодками, вёслами, табаком, коноплёй, дикими плодами, выделанными шкурами и слоновой костью. Всё это доставлялось вождю и распределялось им между своими бездельниками-приближёнными. 
Вождь занимался также вершением правосудия, а его приговоры исполнялись беспрекословно.

## Гибель государства
В 1851 году великий вождь Себитуане умер. Власть над государством перешла сначала к его дочери Мамочисане, а затем к его сыну Секелету. Секелету был болен проказой, что вынуждало его большую часть времени скрываться от подданных. Полагая, что его болезнь вызвана чёрной магией, Секелету казнил нескольких приближённых, которых заподозрил в наведении порчи. Из-за этого его влияние упало, и против него стали составляться заговоры.
Долина Баротсе, в которой поселились макололо, отличалась нездоровым климатом. Здесь свирепствовала малярия, которая систематически уносила жизни представителей племени. Численность правящего сословия неумолимо снижалась, что негативно сказалось на его боеспособности. 
В 1865 году, после смерти Секелету, государство погибло в результате восстания подвластных племён, а оставшиеся макололо подверглись истреблению. Власть над долиной Баротсе перешла в руки местного вождя Сепопо, который подчинил себе все племена, платившие дань макололо, и создал собственное государство Баротсе-Мамбунда.